# Dichotomius semisquamosus
Dichotomius semisquamosus är en skalbaggsart som beskrevs av Curtis 1845. Dichotomius semisquamosus ingår i släktet Dichotomius och familjen bladhorningar. Inga underarter finns listade i Catalogue of Life.